# Macrozamia fraseri
Macrozamia fraseri — вид голонасінних рослин класу саговникоподібні (Cycadopsida).
Етимологія: вшанування геодезиста і скотаря Західної Австралії, Чарльза Фітцджеральда Фрейзера (англ. Charles Fitzgerald Fraser, 1883-1951), колекціонера типового зразка.

## Опис
Рослини деревовиді або без наземного стовбура, стовбур 0–3 м заввишки, 40–70 см діаметром. Листя 30–100 в кроні, сіро-зелене, напівглянсове, 137—270 см завдовжки, з 112—174 листових фрагментів; хребет не спірально закручений, відігнутий; черешок завдовжки 18–55 см, прямий. Листові фрагменти прості; середні — завдовжки 185—340 мм, шириною 7.5–14 мм. Пилкові шишки веретеновиді, 30–48 см завдовжки, 10–14 см діаметром. Насіннєві шишки яйцевиді, 35–45 см, 15–17 см діаметром. Насіння яйцеподібне, завдовжки 40–50 мм завдовжки, 25–30 мм завширшки; саркотеста червона.

## Поширення, екологія
Країни поширення: Австралія (Західна Австралія). Рослини ростуть в розрідженому чагарниковому лісі і низькому чагарнику в піску.

## Загрози та охорона
Немає великих загроз цьому виду.